# Cour constitutionnelle (Togo)
Pour les autres articles nationaux ou selon les autres juridictions, voir Cour constitutionnelle.
Le Togo dispose depuis 1997 d'une Cour constitutionnelle de 9 membres.

## Composition
La composition est modifiée le 18 septembre 2014 :
Membres désignés par l’Assemblée nationale :
- Kouami Amados-Djoko
- Maman-Sani Aboudou Salami
- Mipamb Nam-Tougli
- Polo Aregba
- Edwige Ablavi Hohoueto
- Koffi Tagbé

Membres nommés par le président de la République (Faure Gnassingbé) :
- Aboudou Assouma
- Koffi Ahadzi-Nonou
- chef Koffi Yiboè Gassou V

## Décisions marquantes
Le 2 février 2015, la cour indique, en respect de la constitution, la date de l'élection présidentielle, entre le 17 février et le 5 mars. Le délai est alors impossible à respecter (les listes électorales ne sont pas prêtes). La commission électorale passe outre la cour et propose la date de 21 avril, puis impose celle du 15 avril.